# Matthias Brüggenolte
Matthias Brüggenolte (ur. 1979 w Lippstadt) – niemiecki aktor telewizyjny i filmowy. W latach 2004–2008 studiował aktorstwo w Kolonii.

## Wybrana filmografie
- 2008: Kleine Lüge für die Liebe jako osługa restauracji
- 2008: Gustloff: Rejs ku śmierci (Die Gustloff)
- 2009: Wilsberg – Doktorspiele jako student
- 2011: Pastewka – Das Brot jako doradca bankowy Bernd Ebeling
- 2012: Danni Lowinski – Ungeheuerlich jako Bernhard Bohm
- 2012: Verbotene Liebe (Zakazana miłość; odc. 4135) jako Martin Hofstätter
- 2013: Der Landarzt – Amtshilfe jako Helge Hübner / Müller
- 2013: Lindenstraße (odc. 1452) jako Herr Brückner
- 2014: Die Bergretter – Wettersturz jako Phillip Meinert
- 2014: Auf einmal
- 2014: Begierde – Mord im Zeichen des Zen jako lekarz stażysta
- 2014-2018: Burza uczuć (Sturm der Liebe; odc. 2073–2095) jako Jochen Möller
- 2015: Kobra – oddział specjalny – Kosmos (Space) jako Thomas Bernhardt
- 2016: In aller Freundschaft – Die jungen Ärzte - Neustart jako Ralf Kerstens
- 2017: Wilsberg – Die fünfte Gewalt jako student
- 2017: Der Lehrer – Ich bin vor allem besser im Gehen als im Bleiben! jako Joachim Neugebauer